# Saint-Romain-de-Benet
Saint-Romain-de-Benet ist eine westfranzösische Gemeinde mit 1777 Einwohnern (Stand 1. Januar 2022) im Département Charente-Maritime in der Region Nouvelle-Aquitaine.

## Lage
Saint-Romain-de-Benet liegt in der alten Kulturlandschaft der Saintonge etwa 21 Kilometer (Fahrtstrecke) südwestlich von Saintes bzw. etwa 23 Kilometer nordöstlich der Gironde-Mündung bei Royan. Der Hauptort des Kantons, Saujon, liegt nur etwa 10 Kilometer südwestlich; die Nachbargemeinde Thézac ist etwa 6 Kilometer in südöstlicher Richtung entfernt.

## Bevölkerungsentwicklung
| Jahr      | 1968 | 1975 | 1982 | 1990 | 1999 | 2007 | 2016 |
| Einwohner | 1130 | 1064 | 1157 | 1244 | 1374 | 1594 | 1701 |

Saint-Romain hatte in der ersten Hälfte des 19. Jahrhunderts beständig zwischen 1200 und 1700 Einwohner. Bedingt durch die Reblauskrise im Weinbau und die Mechanisierung der Landwirtschaft nahm die Bevölkerung seit der zweiten Hälfte des 19. Jahrhunderts mehr und mehr ab bis im Jahr 1940 der Tiefpunkt mit 1040 Einwohnern erreicht war.

## Wirtschaft
Landwirtschaft und Weinbau bestimmen seit Jahrhunderten das Wirtschaftsleben des Ortes; Saint-Romain gehört zu den Bons Bois der Weinbauregion Cognac. Seit den 1980er Jahren ist der Tourismus (Vermietung von Ferienwohnungen) als Einnahmequelle hinzugekommen.

## Geschichte
Die Geschichte von Saint-Romain-de-Benet reicht mindestens bis in die römische Zeit zurück; die Römerstraße von Saintes (Mediolanum Santonum) nach Barzan (Novioregum) führte am Ort vorbei. Die spärlichen Ruinen eines römischen Militärlagers (camp de César) sind nahe beim Ort zu sehen. In mittelalterlicher Zeit (9./10. Jahrhundert) gab es dort einen befestigten Hügel (motte) mit einem Wohnturm (donjon).

## Sehenswürdigkeiten

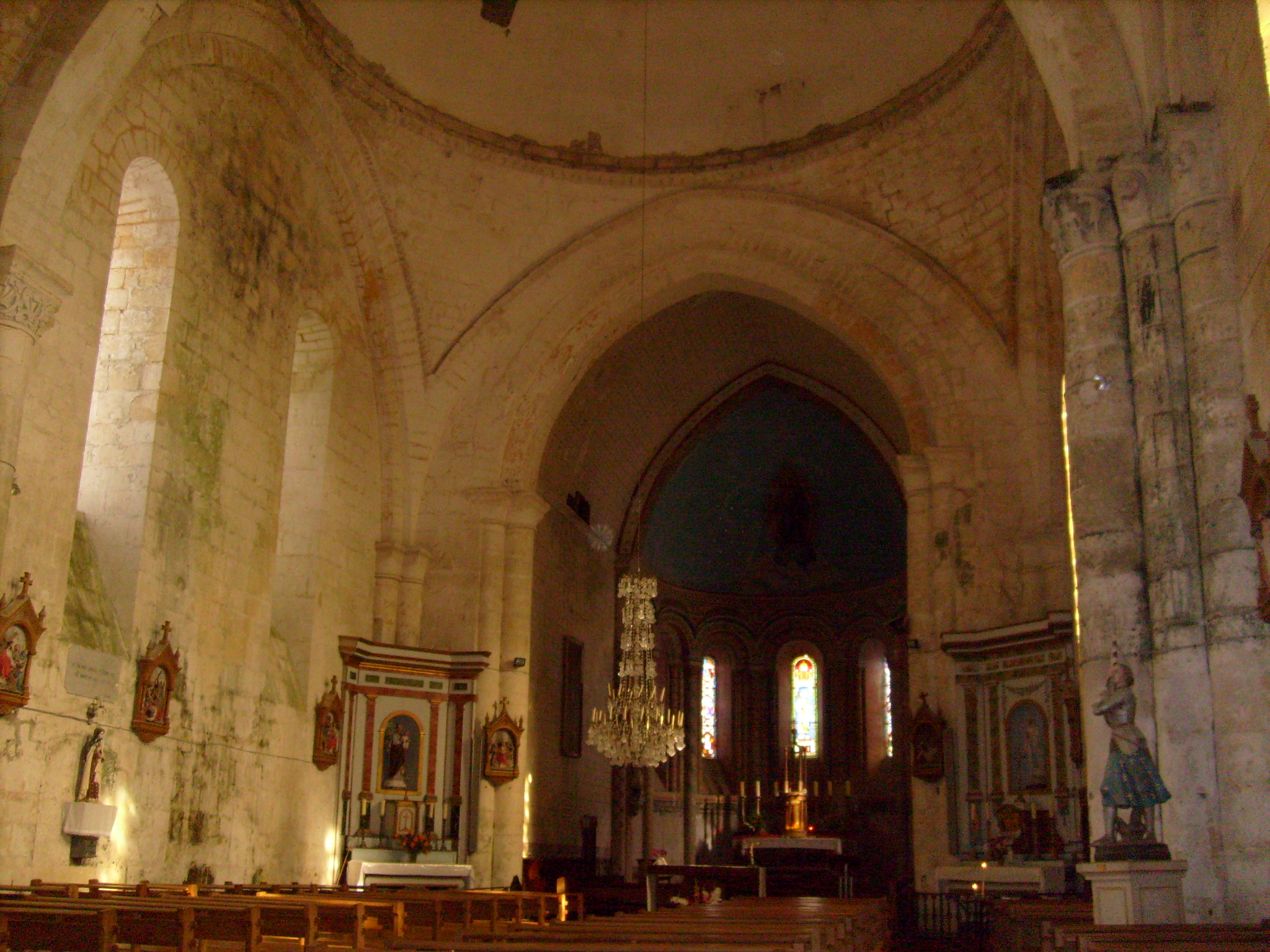
Kirche Saint-Romain

- Die einschiffige ehemalige Prioratskirche Saint-Romain stammt ursprünglich aus dem 12. Jahrhundert. Sie brannte jedoch bereits in mittelalterlicher Zeit aus und wurde nur notdürftig wieder instand gesetzt, so dass sie im 17. Jahrhundert kurz vor dem Einsturz stand und erneut ausgebessert werden musste. Im Jahr 1830 wurde der Turm errichtet und die Westfassade wurde im Jahr 1883 völlig neu gestaltet. Die für einige Kirchen im Südwesten Frankreichs typischen Kuppeln stammen gar erst aus dem Jahr 1901. Trotz der vielen An- und Umbauten wurde das Bauwerk im Jahr 1921 als Monument historique[1] anerkannt und macht – zumindest im Inneren – einen durchaus homogenen Eindruck. Beachtenswert sind die recht 'primitiv' und urtümlich wirkenden romanischen Kapitelle, die aber gerade dadurch einen besonderen Reiz entfalten.

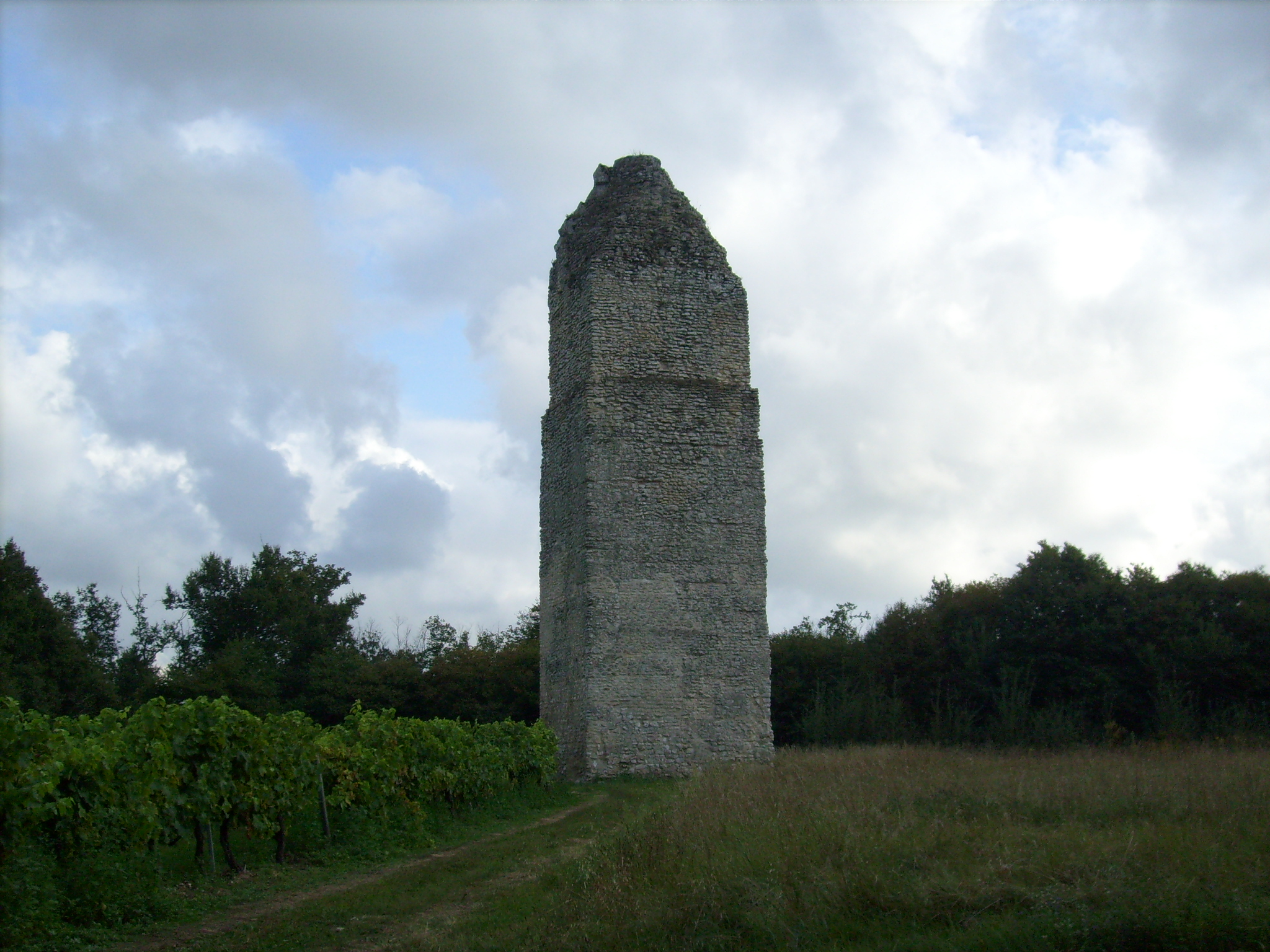
Römerturm Tour de Pirelongue

- Etwa 500 Meter südlich des Ortes steht inmitten der Weinfelder der sogenannte Tour de Pirelongue, ein mehr als 20 Meter hoher, zweigeschossiger, aber nach allen Seiten geschlossener Turm von etwa 6,20 Metern Seitenlänge, der ehemals in einer kegelförmigen Spitze endete. Man nimmt an, dass er aus gallorömischer Zeit stammt und als Grabmonument errichtet wurde; manche sehen in dem Bauwerk auch einen Signalturm, doch sprechen die geschlossene Bauweise, das Fehlen von Treppen und die kegelförmige Spitze dagegen. Die Außenseite des Turms war ehemals mit Sicherheit mit reliefierten Stein- oder Marmorplatten verkleidet, die in späterer Zeit – wahrscheinlich von Menschenhand – herausgebrochen wurden. Der Bau wurde bereits im Jahr 1840 – zusammen mit ähnlichen, aber deutlich schlechter erhaltenen Bauten in der Umgebung (vgl. Authon-Ébéon) – als Monument historique[2] anerkannt.
- Auf einem Privatgelände inmitten eines Wäldchens etwa einen Kilometer nordwestlich des Tour de Pirelongue befindet sich die Fundstelle des Römerlagers Camp de César. Von dem mittelalterlichen Burghügel (motte) mit aufstehendem Wehr- und Wohnturm (donjon) ist nicht mehr viel zu sehen. Dennoch ist die Stätte seit dem Jahr 1886 als Monument historique[3] eingetragen.